# 엘리오 베르데
엘리오 베르데(이탈리아어: Elio Verde, 1987년 9월 10일~)는 이탈리아의 전직 유도 선수이다. 1992년 하계 올림픽 남자 미들급에 참가했으며 세계 선수권 대회에서 동메달 1개, 유럽 선수권 대회에서 은메달 1개, 동메달 1개를 획득했다.

## 경력
베르데는 1987년 캄파니아주 아베르사에서 태어났다.
베르데는 이탈리아 주니어 유도 국가대표 선수로 활동했으며 2005년 9월 크로아티아 자그레브에서 열린 유럽 주니어 선수권 대회에서 5위, 2006년 10월 도미니카 공화국 산토도밍고에서 열린 세계 주니어 선수권 대회에서 7위에 올랐다. 이후 2007년 11월 오스트리아 잘츠부르크에서 열린 유럽 U-23 선수권 대회에 출전하여 7위를 기록했다.
2008년 11월 자그레브에서 열린 2008년 유럽 U-23 선수권 대회에서 결승에 올랐으며 체코의 파벨 페트르지코프의 뒤를 이어 준우승을 차지했다. 이듬해인 2009년에는 조지아 트빌리시에서 열린 2009년 유럽 선수권 대회에 참가했고
준결승에서 러시아의 아르센 갈스탼에게 패했고 동메달 결정전에서 오스트리아의 루트비히 파이셔에게 패하여 5위에 올랐다.